# Tumanskaja
Die Tumanskaja (russisch Туманская) ist ein 268 km langer Zufluss des Beringmeeres im  autonomen Kreis der Tschuktschen im Fernen Osten Russlands.

## Flusslauf
Die Tumanskaja entspringt im Korjakengebirge. Das Quellgebiet liegt auf einer Höhe von etwa 800 m. Die Tumanskaja fließt 120 km in überwiegend nordnordöstlicher Richtung. Sie nimmt dabei die Nebenflüsse Kuiwiweem von links sowie Gytgyweem, den Abfluss des Mainiz-Sees, von rechts auf. Die Tumanskaja erreicht das Anadyrtiefland und wendet sich später in Richtung Ostnordost. Im Unterlauf münden die Flüsse Konraryweem und Mainelwegyrgyn von Süden kommend in den Fluss. Dieser erreicht schließlich ein Ästuar, das von zwei langen Landzungen vom offenen Meer getrennt wird. Die Flussmündung liegt 97 km südsüdöstlich der Stadt Anadyr. Die Tumanskaja entwässert ein Areal von 9270 km². 

## Tierwelt
Im Flusssystem kommt der Rotlachs vor. Im Mündungsbereich der Tumanskaja kommt der Weißwal vor.